# Fabienne Hadorn
Fabienne Hadorn (* 24. Mai 1975 in Muri, Kanton Aargau) ist eine Schweizer Schauspielerin, Tänzerin und Sängerin.

## Leben
Fabienne Hadorn erwarb ein Handelsdiplom. Danach studierte sie  an der Theaterhochschule Zürich, die sie 1998 abschloss. Stationen ihrer Bühnenlaufbahn waren neben anderen das Schauspielhaus Zürich, das Theater Basel, das Schauspiel Köln, die Salzburger Festspiele, das Casinotheater Winterthur sowie zahlreiche freie Theater- und Tanzgruppen. Selber gründete sie im Jahr 2000 gemeinsam mit Gustavo Nanez die Gruppe Kolypan, die selberentwickelte Stücke auf die Bühne bringt und bei der sie auch Regie führt.
Vor der Kamera arbeitet Hadorn seit Beginn der 2000er-Jahre. Neben Rollen in einigen Kinoproduktionen gehört sie als Corinna Haas seit 2015 zum Schweizer Tatort-Team. In der Morgenserie «Timo und Paps» auf Radio SRF 1 leiht sie seit dem 24. August 2015 ihre Stimme Timo, ein schulpflichtiger Junge, der sich mit seinem Vater Paps (Samuel Streiff) am Frühstückstisch unterhält.
Fabienne Hadorn ist Mutter zweier Töchter und lebt in Zürich.

## Filmografie
- 2002: Paul und Lila (Kurzfilm)
- 2003: Moritz
- 2004: Piff paff puff
- 2004: Vollenweider – Die Geschichte eines Mörders (als Sprecherin)
- 2005: Edelmais & Co.
- 2008: Giacobbo/Müller
- 2009: Der Fürsorger oder das Geld der Anderen
- 2012: Eine wen iig, dr Dällebach Kari
- 2013: Vielen Dank für Nichts
- 2014: United Passions
- Tatort
  - 2015: Ihr werdet gerichtet
  - 2016: Kleine Prinzen
  - 2016: Freitod 
  - 2017: Kriegssplitter
  - 2017: Zwei Leben
  - 2018: Friss oder stirb
  - 2019:  Ausgezählt
  - 2019: Der Elefant im Raum
- 2017: Die göttliche Ordnung
- 2019: Amen Saleikum – Fröhliche Weihnachten
- 2023–: Die Sendung des Monats (zusammen mit Sven Ivanic als Co-Hosts von Gabriel Vetter)

## Auszeichnungen
- 1995: Migros-Schauspiel-Preis
- 1998: Oprecht-Schauspiel-Preis
- 2014: Schweizer Theaterpreis als Herausragende Schauspielerin